# Иммиграционная и таможенная полиция США
Иммиграционная и таможенная полиция США (US Immigration and Customs Enforcement, ICE)
- занимается борьбой с незаконной иммиграцией
- занимается борьбой с сексуальным насилием в отношении несовершеннолетних, распространением детской порнографии, торговлей людьми в целях их сексуальной эксплуатации и т. д.
- занимается борьбой с нарушениями авторского права

Например, конфискует доменные имена в зонах, администрируемых американскими организациями (например, .com, .net, .org), у сайтов, не соответствующих по мнению ICE законодательству США, и добивается экстрадиции их администраторов.